# Assassin's Creed: Lineage
Pour plus de détails, voir Fiche technique et Distribution.
Assassin's Creed: Lineage est une série de trois courts métrages basée sur l'univers du jeu vidéo d’Ubisoft Assassin's Creed.
Les films sont produits par Ubisoft, l'entreprise de jeu vidéo elle-même. Le premier épisode a été diffusé sur YouTube le 26 octobre 2009. Ces films sont un premier pas pour l'entrée d'Ubisoft dans l'industrie cinématographique. Ils permettent aussi aux fans du jeu de se préparer au deuxième épisode de la série en présentant le contexte. Le premier et le reste des épisodes ont été diffusés sur NRJ 12 le 12 novembre 2009 en exclusivité mondiale.

## Synopsis
Quand le duc de Milan est sauvagement assassiné, Giovanni Auditore (le père d'Ezio, héros d’Assassin's Creed II), est chargé de mener l'enquête. Sa mission : trouver les coupables et en apprendre plus sur leurs motivations. Les réponses qu'il obtient impliquent les familles les plus puissantes d'Italie, et tout le ramène au Vatican. Dès lors, la vie de Giovanni, qui est sur le point de découvrir la vérité, est menacée. Il doit démasquer les conjurés avant de rejoindre la longue liste de leurs victimes. Ces événements se déroulent juste avant ceux d'Assassin's Creed II.

### Épisode I
Florence, 1476. C'est le commencement d'une nouvelle époque pour l'Italie et sous l'influence de grands esprits, l'art, la culture et la science rayonnent: c'est la Renaissance.
Giovanni Auditore, un Assassin au service des Medicis, père d'Ezio Auditore (le héros du second jeu), tente de déjouer un complot ourdi contre l'un des alliés de son employeur, Laurent le Magnifique. Son enquête le conduit à Milan, où il tente d'empêcher l'assassinat du Duc, mais il arrive trop tard lorsqu'il voit sous ses yeux, à travers la foule durant une messe, le meurtre. Giovanni et l'un des gardes du corps du duc arrivent à éliminer tous les traîtres. Giovanni a échoué, un puissant allié de Lorenzo est mort, mais Giovanni sait où livrer son prochain combat.

### Épisode II
Lancé sur la trace des assassins du Duc de Milan, Giovanni arrive à Venise, où il intercepte une lettre codée rédigée par les conspirateurs. Ramenant la lettre à Lorenzo de Medicis, celui-ci charge son second, Uberto Alberti de faire décrypter le code par ses moines experts. Néanmoins, celui-ci cache à Lorenzo et Giovanni qu'ils sont parvenus à déchiffrer la lettre, et se sert d'eux pour la mener à bon port, là où elle devait arriver à l'origine. Ils racontent que ne pouvant pas la déchiffrer, le seul moyen d'explorer la piste est de la remettre à son destinataire, puis de le suivre. Giovanni est donc mandaté pour se rendre à Rome, à l'endroit précis où la lettre devait être remise afin de démasquer le ou les traîtres.

### Épisode III
Se rendant à Rome, Giovanni file le grand architecte de toute cette conspiration, Rodrigo Borgia. Il s'avère que celui-ci livre la lettre au pape Sixte IV. Giovanni se fait accueillir par Borgia qui lui tend une embuscade et le menace de le tuer s'il ne se met pas à son service.
Alors que Giovanni tente de tuer Borgia afin d'arrêter la conspiration, Rodrigo lance ses hommes sur celui-ci. Parvenant difficilement à les éliminer, Giovanni casse la lame secrète par la faute du plus puissant des soldats. Il réussit tout de même à le tuer mais c'est à ce moment que Borgia lui lance un couteau. Celle-ci vient se ficher très près du cœur ; Giovanni n'est que blessé grâce à son armure de cuir. De retour chez lui, sa famille est menacée directement à son domicile.
Contraint de s'enfuir, il se rend compte que le complot est beaucoup plus vaste qu'il ne le pensait et qu'il aura besoin d'aide pour réussir à arrêter les traîtres...

### Suite
L'épilogue de ce court-métrage prend sa place dans le jeu lui-même, dans lequel Giovanni finit par être arrêté pour un crime qu'il n'a pas commis. Giovanni charge son fils Ezio de porter une lettre au juge de la famille Medicis afin de l'innocenter. Mais le fameux juge n'est autre qu'Uberto, celui qui avait menti en prétendant ne pas pouvoir déchiffrer la lettre codée interceptée par Giovanni.
Ezio se rend chez Uberto de nuit, et lui remet la lettre en main propre. Celui-ci déclare qu'il fera relâcher son père et ses frères. Mais le lendemain, ce même juge, déclarant à la foule ne jamais avoir eu connaissance de cette preuve, pend Giovanni en place publique avec ses deux fils, les grand et petit frères d'Ezio qui, impuissant, contemple la scène. Une fois sa sœur et sa mère en sécurité, il entreprend sa vengeance via son initiation autodidacte à l'art de l'assassinat, ce qui constitue la trame scénaristique d’Assassin's Creed II.

## Fiche technique
- Titre : Assassin's Creed: Lineage
- Réalisation : Yves Simoneau
- Scénario : Yves Simoneau et William Reymond, avec la collaboration de Corey May, Patrice Désilets et Jade Raymond
- Musique : George S. Clinton
- Direction artistique : Benoit Pelchat
- Décors : Guy Lalande
- Costumes: Véronique Marchessault
- Photographie : Guy Dufaux
- Son : Marie-Claude Gagné, Jean-François Sauvé
- Montage : Isabelle Malenfant
- Production : Pierre Raymond

Production exécutive : Ian Whitehead
Production déléguée : Yves Guillemot, Serge Hascoët et Yannis Mallat
Production associée : Jean-Jacques Tremblay
- Sociétés de production[1] :
  - France : Ubisoft
  - Canada : Ubisoft Digital Arts, Hybride Technologies
- Sociétés de distribution : n/a
- Budget : n/a
- Pays d'origine :  France,  Canada
- Langue originale : anglais
- Format[2] : couleur - 2,35:1 (Cinémascope)
- Genre : action, aventures
- Durée : 36 minutes
- Dates de sortie[3] :
- Canada : 26 octobre 2009
- France : 26 octobre 2009 et 12 novembre 2009
- Classification[4] :
  -  France : Tous publics[5].

## Distribution
- Romano Orzari : Giovanni Auditore
- Manuel Tadros : Rodrigo Borgia
- Jesse Rath : Federico Auditore
- Devon Bostick : Ezio Auditore
- Claudia Ferri : Maria Auditore
- Alex Ivanovici : Lorenzo de Medicis
- Michel Perron : Uberto Alberti
- Roc LaFortune : Prisonnier/Homme #1
- Arthur Grosser (en) : Pape Sixte IV
- Shawn Baichoo : Moine Maffei
- Peter Miller : Galéas Marie Sforza/Le Duc de Milan
- Harry Standjofski : Silvio Barbarigo
- Frank Fontaine : Marco Barbarigo
- Maxime Savaria : Messager

## Autour du film
- Ubisoft a révélé durant sa conférence de presse à l'E3[6] qu'il préparait des courts métrages basés sur l'univers d’Assassin's Creed II dans le cadre de leur projet de convergence médiatique. Ils ont annoncé l'utilisation de technologies alliant des acteurs réels et des images de synthèse générées par le moteur graphique (Anvil). C'est Hybride Technologies, récemment racheté par Ubisoft, qui a été chargé de la production des films[7]. Ubisoft a tenu une conférence nommée « Assassin's Creed II: Video Games and Hollywood Converge » au Comic-Con de 2009 pour parler du projet[8].
- La presse a été invitée pour une avant première du premier épisode le 19 octobre[9], et une bande annonce a été diffusée le même jour[10].
- Ubisoft voulant avoir une réelle convergence entre le cinéma et le jeu vidéo, beaucoup d'éléments ont été mis en commun entre le jeu et le film[11] :
  - Le tournage a entièrement été filmé sur fond vert comme Hybride chargé de l'effet visuel l'avait fait pour 300 et Sin City. Le décor numérique ensuite utilisé provient du moteur de jeu qui a été extrait vers XSI et dont la moitié a été retravaillée sur les textures et les niveaux géométriques avant d'être utilisée pour le film.
  - Les costumes ont été dessinés par les artistes du jeu (après recherche des historiens) et ont été conçus par les costumiers du film. Ces costumes ont ensuite influencé les modèles 3D du jeu.
  - Le film et le jeu ont un casting commun. Certains acteurs jouant dans le film ont enregistré leurs voix de leurs personnages pour le jeu, et on a également fait des scans de leurs visages ainsi que des captures de leurs mouvements pour les séquences narratives.
- Ce court-mètrage a été intégralement ajouté (et non par épisodes) dans la compilation Assassin's Creed: The Ezio Collection qui comprend Assassin's Creed II, Assassin's Creed: Brotherhood et Assassin's Creed: Revelations.